# German Football League Juniors
Die German Football League Juniors (GFLJ, auch GFL-J) ist die höchste Spielklasse für Junioren innerhalb des deutschen American-Football-Verbandes AFVD. Die Liga wurde 2001 als überregionale Lizenzliga unter direkter Obhut des AFVD eingeführt.
Von 2001 bis 2010 wurde die Liga in drei regionalen Gruppen Nord, Mitte und Süd mit Sollstärke von je vier Mannschaften ausgespielt. Von 2011 bis 2023 bestand sie aus vier regionalen Gruppen mit Sollstärke von jeweils sechs Mannschaften. Ab der Saison 2024 wird die Liga auf die Altersgruppe Unter 20 (U20) umgestellt. Zudem spielt die Liga zukünftig in zwei Gruppen Nord und Süd mit je neun Mannschaften.
Eine Saison besteht aus zwei Teilen. Zunächst spielen die Mannschaften in ihrer jeweiligen Gruppe jeder gegen jeden. Die besten acht Mannschaften qualifizieren sich für die Play-offs. Diese werden im K.-o.-System ausgespielt und enden mit dem Junior Bowl. Eine deutsche Jugendmeisterschaft wird bereits seit 1982 ausgespielt. Bis 2000 spielten die Landesmeister in einer KO-Runde den Meister aus.
Der jeweilige Tabellenletzte muss eine Relegation um den Verbleib in der Liga spielen, sofern es weitere potentielle Qualifikanten um einen Platz gibt. Um sich für die GFLJ zu qualifizieren, müssen dabei sowohl sportliche, als auch wirtschaftliche Lizenzauflagen des Verbandes erfüllt werden.

## Geschichte

### Ersteinteilung 2001
Zur ersten GFL-Juniors-Saison konnten sich die Juniorenmannschaften melden die an der neuen Liga teilnehmen wollten. Für die zwölf Plätze meldeten sich zunächst 15 Teams. Um die Plätze zu verteilen, wurde für jedes Team eine Rating für die Jahre 1998–2000 erstellt. Dieses Rating setzte sich aus der Anzahl der Kaderspieler und das Abschneiden der Teams zusammen. Diese Werte wurden nach einem bestimmten Schlüssel gewichtet und ergaben einen Endwert.
Daraus ergab sich folgendes Ranking:
| Platz | Team                      | Kaderpunkte | Ligapunkte | Gesamt |
| ----- | ------------------------- | ----------- | ---------- | ------ |
| 1     | Hamburg Junior Devils     | 158,90      | 47         | 205,90 |
| 2     | Braunschweig Junior Lions | 137,39      | 33         | 170,39 |
| 3     | Berlin Rebels             | 61,46       | 55         | 116,46 |
| 4     | Darmstadt Diamonds        | 43,66       | 58         | 101,66 |
| 5     | Berlin Adler              | 57,33       | 43         | 100,33 |
| 6     | Düsseldorf Panther        | 44,66       | 51         | 95,66  |
| 7     | Cologne Crocodiles        | 51,53       | 33         | 84,56  |
| 8     | Stuttgart Scorpions       | 19,98       | 51         | 75,98  |
| 9     | Franken Knights           | 32,45       | 43         | 75,45  |
| 10    | SG Hanau/Obertshausen     | 34,81       | 31         | 65,81  |
| 11    | Wiesbaden Phantoms        | 25,37       | 39         | 64,37  |
| 12    | Schwäbisch Hall Unicorns  | 22,62       | 37         | 59,62  |
| 13    | Saarland Hurricanes       | 16,43       | 39         | 55,43  |
| 14    | Weinheim Longhorns        | 13,57       | 37         | 50,57  |
| 15    | NFA Monarchs (München)    | 21,80       | 24         | 45,80  |

| Legende – Ligaeinteilung | Legende – Ligaeinteilung | Legende – Ligaeinteilung | Legende – Ligaeinteilung |
| ------------------------ | ------------------------ | ------------------------ | ------------------------ |
| GFL-Juniors Nord         | GFL-Juniors Mitte        | GFL-Juniors Süd-West     | GFL-Juniors Süd-Ost      |

Frühzeitig zogen sich dann die SG Hanau/Obertshausen zurück, so dass es letztlich die Mannschaften NFA Monarchs und Weinheim Longhorns nicht in die GFL-J geschafft hätten. Es wurde dann aber doch eine Lösung gefunden, so dass alle Teams antreten konnten. Die Südgruppe wurde für das erste Jahr in zwei Staffeln zu je drei Teams aufgeteilt, von denen der jeweils Tabellenletzte abstieg, so dass zur Saison 2002 die ursprünglich geplanten Mannschaftstärken pro Gruppe erreicht wurden. Zudem zogen sich auch noch die Braunschweig Junior Lions zurück, so dass die Nordgruppe nur mit drei Teams spielte.

#### Gruppe Nord
| 1. | Berlin Rebels         | 4 | 6:2 | 87:46 |
| 2. | Hamburg Junior Devils | 4 | 4:4 | 66:76 |
| 3. | Berlin Adler          | 4 | 2:6 | 47:78 |

#### Gruppe Mitte
| 1. | Darmstadt Diamonds | 6 | 10:2 | 206:59 |
| 2. | Düsseldorf Panther | 6 | 10:2 | 200:60 |
| 3. | Wiesbaden Phantoms | 6 | 3:9  | 53:144 |
| 4. | Cologne Crocodiles | 6 | 1:11 | 31:229 |

#### Gruppe Süd

##### Staffel West
| 1. | Stuttgart Scorpions | 6 | 12:0 | 220:40  |
| 2. | Weinheim Longhorns  | 6 | 4:8  | 129:198 |
| 3. | Saarland Hurricanes | 6 | 2:10 | 33:213  |

##### Staffel Ost
| 1. | Franken Knights          | 6 | 12:0 | 311:120 |
| 2. | Schwäbisch Hall Unicorns | 6 | 4:8  | 97:144  |
| 3. | NFA Monarchs             | 6 | 2:10 | 119:194 |

Spiel um Platz 3: Schwäbisch Hall Unicorns – Weinheim Longhorns 13:18

#### Playoffs
| Viertelfinale | Viertelfinale         | Viertelfinale       |    |                     | Halbfinale | Halbfinale | Halbfinale |  |  | Junior Bowl XX in Koblenz | Junior Bowl XX in Koblenz | Junior Bowl XX in Koblenz |
|               |                       |                     |    |                     |            |            |            |  |  |                           |                           |                           |
| N1            | Berlin Rebels         | 31                  |    |                     |            |            |            |  |  |                           |                           |                           |
| M3            | Wiesbaden Phantoms    | 0                   |    |                     |            |            |            |  |  |                           |                           |                           |
| M3            | Wiesbaden Phantoms    | 0                   | N1 | Berlin Rebels       | 10         |            |            |  |  |                           |                           |                           |
|               |                       |                     | N1 | Berlin Rebels       | 10         |            |            |  |  |                           |                           |                           |
|               | SW1                   | Stuttgart Scorpions | 14 |                     |            |            |            |  |  |                           |                           |                           |
| SO1           | SW1                   | Stuttgart Scorpions | 14 | Franken Knights     | 34         |            |            |  |  |                           |                           |                           |
| SO1           |                       |                     |    | Franken Knights     | 34         |            |            |  |  |                           |                           |                           |
| M2            | Düsseldorf Panther    | 14                  |    |                     |            |            |            |  |  |                           |                           |                           |
| M2            | Düsseldorf Panther    | 14                  | M1 | Darmstadt Diamonds  | 13         |            |            |  |  |                           |                           |                           |
|               |                       |                     |    | Darmstadt Diamonds  | 13         |            |            |  |  |                           |                           |                           |
|               | SW1                   | Stuttgart Scorpions | 6  |                     |            |            |            |  |  |                           |                           |                           |
| SW1           | SW1                   | Stuttgart Scorpions | 6  | Stuttgart Scorpions | 56         |            |            |  |  |                           |                           |                           |
| SW1           |                       |                     |    | Stuttgart Scorpions | 56         |            |            |  |  |                           |                           |                           |
| N2            | Hamburg Junior Devils | 34                  |    |                     |            |            |            |  |  |                           |                           |                           |
| N2            | Hamburg Junior Devils | 34                  | M1 | Darmstadt Diamonds  | 36         |            |            |  |  |                           |                           |                           |
|               |                       |                     | M1 | Darmstadt Diamonds  | 36         |            |            |  |  |                           |                           |                           |
|               | SO1                   | Franken Knights     | 7  |                     |            |            |            |  |  |                           |                           |                           |
| M1            | SO1                   | Franken Knights     | 7  | Darmstadt Diamonds  | 49         |            |            |  |  |                           |                           |                           |
| M1            |                       |                     |    | Darmstadt Diamonds  | 49         |            |            |  |  |                           |                           |                           |
| N3            | Berlin Adler          | 26                  |    |                     |            |            |            |  |  |                           |                           |                           |

### Saison 2007
In der Saison 2007 traten in der Nordgruppe nur drei Mannschaften an.

### Saison 2012
Der Junior Bowl XXXI im Jahr 2012 war bisher der einzige, bei dem zwei Teams aus derselben Stadt aufeinandertrafen, nämlich die Cologne Falcons gegen die Cologne Crocodiles.

### Saison 2017
| Nord | West | Mitte | Süd |
| --- | --- | --- | --- |
| - Berlin Adler - Berlin Rebels - Lübeck Cougars - Dresden Monarchs - Hamburg Young Huskies - Hamburg Junior Devils | - Münster Mammuts - Cologne Crocodiles - Paderborn Dolphins - Dortmund Giants - Düsseldorf Panther - Düsseldorf Typhoons | - Darmstadt Diamonds - Hanau Hornets - Mainz Golden Eagles - Marburg Mercenaries - Saarland Hurricanes - Wiesbaden Phantoms | - Freiburg Sacristans - Fursty Razorbacks - Nürnberg Rams - Rhein-Neckar Bandits - Schwäbisch Hall Unicorns - Stuttgart Scorpions |

### Saison 2022
| Gruppe Mitte | Gruppe Mitte             | Gruppe Mitte | Gruppe Mitte | Gruppe Mitte | Gruppe Mitte | Gruppe Mitte | Gruppe Mitte |
| Platz        | Team                     | Sp           | S            | N            | P            | Heim         | Auswärts     |
| ------------ | ------------------------ | ------------ | ------------ | ------------ | ------------ | ------------ | ------------ |
| 1.           | Bad Homburg Sentinels    | 6            | 6            | 0            | 179:28       | 3–0          | 3–0          |
| 2.           | Wiesbaden Phantoms       | 6            | 4            | 2            | 129:45       | 2–1          | 2–1          |
| 3.           | Saarland Hurricanes      | 6            | 2            | 4            | 058:133      | 1–2          | 1–2          |
| 4.           | Mainz Golden Eagles      | 6            | 0            | 6            | 027:187      | 0–3          | 0–3          |
| Gruppe Nord  |                          |              |              |              |              |              |              |
| Platz        | Team                     | Sp           | S            | N            | P            | Heim         | Auswärts     |
| 1.           | Berlin Adler             | 6            | 6            | 0            | 293:45       | 3–0          | 3–0          |
| 2.           | Hamburg Huskies          | 6            | 4            | 2            | 204:109      | 2–1          | 2–1          |
| 3.           | Dresden Monarchs         | 6            | 2            | 4            | 114:182      | 1–2          | 1–2          |
| 4.           | Lübeck Cougars           | 6            | 0            | 6            | 019:294      | 0–3          | 0–3          |
| Gruppe Süd   |                          |              |              |              |              |              |              |
| Platz        | Team                     | Sp           | S            | N            | P            | Heim         | Auswärts     |
| 1.           | Schwäbisch Hall Unicorns | 6            | 6            | 0            | 184:73       | 3–0          | 3–0          |
| 2.           | Munich Cowboys           | 6            | 3            | 3            | 089:78       | 2–1          | 1–2          |
| 3.           | Fursty Razorbacks        | 6            | 3            | 3            | 105:99       | 2–1          | 1–2          |
| 4.           | Stuttgart Scorpions      | 6            | 0            | 6            | 046:174      | 0–3          | 0–3          |
| Gruppe West  |                          |              |              |              |              |              |              |
| Platz        | Team                     | Sp           | S            | N            | P            | Heim         | Auswärts     |
| 1.           | Düsseldorf Panther       | 6            | 6            | 0            | 441:43       | 3–0          | 3–0          |
| 2.           | Cologne Crocodiles       | 6            | 4            | 2            | 260:88       | 2–1          | 2–1          |
| 3.           | Cologne Falcons          | 6            | 2            | 4            | 070:280      | 1–2          | 1–2          |
| 4.           | Düsseldorf Typhoons      | 6            | 0            | 6            | 022:382      | 0–3          | 0–3          |

| Viertelfinale (31. Juli 2022) | Viertelfinale (31. Juli 2022) | Viertelfinale (31. Juli 2022) |    |                       | Halbfinale (13./14. August 2022) | Halbfinale (13./14. August 2022) | Halbfinale (13./14. August 2022) |  |  | Junior Bowl XL (3. September 2022) | Junior Bowl XL (3. September 2022) | Junior Bowl XL (3. September 2022) |
|                               |                               |                               |    |                       |                                  |                                  |                                  |  |  |                                    |                                    |                                    |
| S1                            | Schwäbisch Hall Unicorns      | 47                            |    |                       |                                  |                                  |                                  |  |  |                                    |                                    |                                    |
| M2                            | Wiesbaden Phantoms            | 14                            |    |                       |                                  |                                  |                                  |  |  |                                    |                                    |                                    |
| M2                            | Wiesbaden Phantoms            | 14                            | W1 | Düsseldorf Panther    | 26                               |                                  |                                  |  |  |                                    |                                    |                                    |
|                               |                               |                               | W1 | Düsseldorf Panther    | 26                               |                                  |                                  |  |  |                                    |                                    |                                    |
|                               | S1                            | Schwäbisch Hall Unicorns      | 20 |                       |                                  |                                  |                                  |  |  |                                    |                                    |                                    |
| M1                            | S1                            | Schwäbisch Hall Unicorns      | 20 | Bad Homburg Sentinels | 3                                |                                  |                                  |  |  |                                    |                                    |                                    |
| M1                            |                               |                               |    | Bad Homburg Sentinels | 3                                |                                  |                                  |  |  |                                    |                                    |                                    |
| W2                            | Cologne Crocodiles            | 44                            |    |                       |                                  |                                  |                                  |  |  |                                    |                                    |                                    |
| W2                            | Cologne Crocodiles            | 44                            | W1 | Düsseldorf Panther    | 23                               |                                  |                                  |  |  |                                    |                                    |                                    |
|                               |                               |                               |    | Düsseldorf Panther    | 23                               |                                  |                                  |  |  |                                    |                                    |                                    |
|                               | N1                            | Berlin Adler                  | 6  |                       |                                  |                                  |                                  |  |  |                                    |                                    |                                    |
| N1                            | N1                            | Berlin Adler                  | 6  | Berlin Adler          | 47                               |                                  |                                  |  |  |                                    |                                    |                                    |
| N1                            |                               |                               |    | Berlin Adler          | 47                               |                                  |                                  |  |  |                                    |                                    |                                    |
| S2                            | Munich Cowboys                | 7                             |    |                       |                                  |                                  |                                  |  |  |                                    |                                    |                                    |
| S2                            | Munich Cowboys                | 7                             | N1 | Berlin Adler          | 35                               |                                  |                                  |  |  |                                    |                                    |                                    |
|                               |                               |                               | N1 | Berlin Adler          | 35                               |                                  |                                  |  |  |                                    |                                    |                                    |
|                               | W2                            | Cologne Crocodiles            | 21 |                       |                                  |                                  |                                  |  |  |                                    |                                    |                                    |
| W1                            | W2                            | Cologne Crocodiles            | 21 | Düsseldorf Panther    | 16                               |                                  |                                  |  |  |                                    |                                    |                                    |
| W1                            |                               |                               |    | Düsseldorf Panther    | 16                               |                                  |                                  |  |  |                                    |                                    |                                    |
| N2                            | Hamburg Huskies               | 0                             |    |                       |                                  |                                  |                                  |  |  |                                    |                                    |                                    |

### Saison 2023
| Nord | West                                                                                              | Mitte                                                                                      | Süd                                                                                   |
| --- | ------------------------------------------------------------------------------------------------- | ------------------------------------------------------------------------------------------ | ------------------------------------------------------------------------------------- |
| - Berlin Adler - Braunschweig Lions Junior - Lübeck Cougars - Dresden Monarchs - Hamburg Young Huskies - Potsdam Royals | - Cologne Crocodiles - Cologne Falcons - Paderborn Dolphins - Düsseldorf Panther - Troisdorf Jets | - Bad Homburg Sentinels - Gießen Golden Dragons - Saarland Hurricanes - Wiesbaden Phantoms | - Fursty Razorbacks - Munich Cowboys - Schwäbisch Hall Unicorns - Stuttgart Scorpions |

| German Football League Juniors 2023 | German Football League Juniors 2023 | German Football League Juniors 2023 | German Football League Juniors 2023 | German Football League Juniors 2023 | German Football League Juniors 2023 | German Football League Juniors 2023 |
| Gruppe Mitte                        | Gruppe Mitte                        | Gruppe Mitte                        | Gruppe Mitte                        | Gruppe Mitte                        | Gruppe Mitte                        | Gruppe Mitte                        |
| Platz                               | Team                                | Punkte                              | TD                                  |                                     |                                     |                                     |
| ----------------------------------- | ----------------------------------- | ----------------------------------- | ----------------------------------- | ----------------------------------- | ----------------------------------- | ----------------------------------- |
| 1.                                  | Sentinels                           | 16:4                                | 340:136                             |                                     |                                     |                                     |
| 2.                                  | Phantoms                            | 10:10                               | 183:172                             |                                     |                                     |                                     |
| 3.                                  | Hurricanes                          | 02:18                               | 118:434                             |                                     |                                     |                                     |
| 4.                                  | Golden Dragons                      | 02:18                               | 080:456                             |                                     |                                     |                                     |
| Gruppe Nord                         |                                     |                                     |                                     |                                     |                                     |                                     |
| Platz                               | Team                                | Punkte                              | TD                                  |                                     |                                     |                                     |
| 1.                                  | Adler                               | 20:0                                | 563:115                             |                                     |                                     |                                     |
| 2.                                  | Huskies                             | 14:6                                | 355:217                             |                                     |                                     |                                     |
| 3.                                  | Royals                              | 14:6                                | 382:246                             |                                     |                                     |                                     |
| 4.                                  | Monarchs                            | 06:14                               | 170:277                             |                                     |                                     |                                     |
| 5.                                  | Lions                               | 04:16                               | 116:434                             |                                     |                                     |                                     |
| 6.                                  | Cougars                             | 02:18                               | 108:405                             |                                     |                                     |                                     |
| Gruppe Süd                          |                                     |                                     |                                     |                                     |                                     |                                     |
| Platz                               | Team                                | Punkte                              | TD                                  |                                     |                                     |                                     |
| 1.                                  | Unicorns                            | 20:0                                | 475:18                              |                                     |                                     |                                     |
| 2.                                  | Scorpions                           | 12:8                                | 152:239                             |                                     |                                     |                                     |
| 3.                                  | Cowboys                             | 10:10                               | 278:246                             |                                     |                                     |                                     |
| 4.                                  | Razorbacks                          | 08:12                               | 256:181                             |                                     |                                     |                                     |
| Gruppe West                         |                                     |                                     |                                     |                                     |                                     |                                     |
| Platz                               | Team                                | Punkte                              | TD                                  |                                     |                                     |                                     |
| 1.                                  | Panther                             | 16:0                                | 474:25                              |                                     |                                     |                                     |
| 2.                                  | Crocodiles                          | 14:4                                | 264:124                             |                                     |                                     |                                     |
| 3.                                  | Dolphins                            | 06:10                               | 132:270                             |                                     |                                     |                                     |
| 4.                                  | Jets                                | 02:12                               | 088:256                             |                                     |                                     |                                     |
| 5.                                  | Falcons                             | 00:12                               | 000:283                             |                                     |                                     |                                     |

| Viertelfinale (29./30. Juli 2023) | Viertelfinale (29./30. Juli 2023) | Viertelfinale (29./30. Juli 2023) |    |                          | Halbfinale (12./13. August 2023) | Halbfinale (12./13. August 2023) | Halbfinale (12./13. August 2023) |  |  | Junior Bowl XLI (27. August 2023) | Junior Bowl XLI (27. August 2023) | Junior Bowl XLI (27. August 2023) |
|                                   |                                   |                                   |    |                          |                                  |                                  |                                  |  |  |                                   |                                   |                                   |
| W1                                | Düsseldorf Panther                | 115                               |    |                          |                                  |                                  |                                  |  |  |                                   |                                   |                                   |
| S2                                | Stuttgart Scorpions               | 0                                 |    |                          |                                  |                                  |                                  |  |  |                                   |                                   |                                   |
| S2                                | Stuttgart Scorpions               | 0                                 | W1 | Düsseldorf Panther       | 35                               |                                  |                                  |  |  |                                   |                                   |                                   |
|                                   |                                   |                                   | W1 | Düsseldorf Panther       | 35                               |                                  |                                  |  |  |                                   |                                   |                                   |
|                                   | N2                                | Hamburg Huskies                   | 0  |                          |                                  |                                  |                                  |  |  |                                   |                                   |                                   |
| M1                                | N2                                | Hamburg Huskies                   | 0  | Bad Homburg Sentinels    | 9                                |                                  |                                  |  |  |                                   |                                   |                                   |
| M1                                |                                   |                                   |    | Bad Homburg Sentinels    | 9                                |                                  |                                  |  |  |                                   |                                   |                                   |
| N2                                | Hamburg Huskies                   | 13                                |    |                          |                                  |                                  |                                  |  |  |                                   |                                   |                                   |
| N2                                | Hamburg Huskies                   | 13                                | W1 | Düsseldorf Panther       | 30                               |                                  |                                  |  |  |                                   |                                   |                                   |
|                                   |                                   |                                   |    | Düsseldorf Panther       | 30                               |                                  |                                  |  |  |                                   |                                   |                                   |
|                                   | N1                                | Berlin Adler                      | 26 |                          |                                  |                                  |                                  |  |  |                                   |                                   |                                   |
| S1                                | N1                                | Berlin Adler                      | 26 | Schwäbisch Hall Unicorns | 17                               |                                  |                                  |  |  |                                   |                                   |                                   |
| S1                                |                                   |                                   |    | Schwäbisch Hall Unicorns | 17                               |                                  |                                  |  |  |                                   |                                   |                                   |
| W2                                | Cologne Crocodiles                | 10                                |    |                          |                                  |                                  |                                  |  |  |                                   |                                   |                                   |
| W2                                | Cologne Crocodiles                | 10                                | S1 | Schwäbisch Hall Unicorns | 17                               |                                  |                                  |  |  |                                   |                                   |                                   |
|                                   |                                   |                                   | S1 | Schwäbisch Hall Unicorns | 17                               |                                  |                                  |  |  |                                   |                                   |                                   |
|                                   | N1                                | Berlin Adler                      | 35 |                          |                                  |                                  |                                  |  |  |                                   |                                   |                                   |
| N1                                | N1                                | Berlin Adler                      | 35 | Berlin Adler             | 69                               |                                  |                                  |  |  |                                   |                                   |                                   |
| N1                                |                                   |                                   |    | Berlin Adler             | 69                               |                                  |                                  |  |  |                                   |                                   |                                   |
| M2                                | Wiesbaden Phantoms                | 0                                 |    |                          |                                  |                                  |                                  |  |  |                                   |                                   |                                   |

### Saison 2024
Zur Saison 2024 wurde die Altersgrenze um ein Jahr angehoben, so dass die die GFL Juniors in diesem Jahr erstmals als U20-Liga ausgetragen wurde.  Auch der Modus wurde geändert. So wurden die Liga in zwei Gruppen zu je neun Mannschaften eingeteilt. Die Einteilung erfolgte durch die Ligakommission aufgrund sportlicher Kriterien der Saison 2023. In jeder Gruppe spielte jedes Team einmal gegen jedes andere Team. Jedes Team hatte dabei vier Heim- und vier Auswärtsspiele.
| Gruppe Nord | Gruppe Nord        | Gruppe Nord | Gruppe Nord | Gruppe Nord | Gruppe Nord |       | Gruppe Süd               | Gruppe Süd | Gruppe Süd | Gruppe Süd | Gruppe Süd | Gruppe Süd |
| Platz       | Team               | Sp          | S           | N           | TD          | Platz | Team                     | Sp         | S          | N          | TD         |            |
| ----------- | ------------------ | ----------- | ----------- | ----------- | ----------- | ----- | ------------------------ | ---------- | ---------- | ---------- | ---------- | ---------- |
| 1.          | Düsseldorf Panther | 8           | 8           | 0           | 491:60      | 1.    | Schwäbisch Hall Unicorns | 8          | 8          | 0          | 396:51     |            |
| 2.          | Berlin Adler       | 8           | 7           | 1           | 276:115     | 2.    | Bad Homburg Sentinels    | 8          | 7          | 1          | 279:66     |            |
| 3.          | Potsdam Royals     | 8           | 6           | 2           | 283:138     | 3.    | Fursty Razorbacks        | 8          | 6          | 2          | 279:49     |            |
| 4.          | Cologne Crocodiles | 8           | 5           | 3           | 252:80      | 4.    | Troisdorf Jets           | 8          | 4          | 4          | 158:237    |            |
| 5.          | Paderborn Dolphins | 8           | 4           | 4           | 135:177     | 5.    | Munich Cowboys           | 8          | 4          | 4          | 107:168    |            |
| 6.          | Hamburg Huskies    | 8           | 3           | 5           | 151:169     | 6.    | Wiesbaden Phantoms       | 8          | 3          | 5          | 145:219    |            |
| 7.          | Braunschweig Lions | 8           | 2           | 6           | 082:335     | 7.    | Stuttgart Scorpions      | 7          | 2          | 5          | 069:199    |            |
| 8.          | Dresden Monarchs   | 8           | 1           | 7           | 080:281     | 8.    | Saarland Hurricanes      | 8          | 1          | 7          | 091:283    |            |
| 9.          | Lübeck Cougars     | 8           | 0           | 8           | 033:428     | 9.    | Gießen Golden Dragons    | 7          | 0          | 7          | 000:252    |            |

| Viertelfinale (10./11. Aug. 2024) | Viertelfinale (10./11. Aug. 2024) | Viertelfinale (10./11. Aug. 2024) |    |                          | Halbfinale (24./25. Aug. 2024) | Halbfinale (24./25. Aug. 2024) | Halbfinale (24./25. Aug. 2024) |  |  | Junior Bowl XLII (8. Sep. 2024) | Junior Bowl XLII (8. Sep. 2024) | Junior Bowl XLII (8. Sep. 2024) |
|                                   |                                   |                                   |    |                          |                                |                                |                                |  |  |                                 |                                 |                                 |
| S1                                | Schwäbisch Hall Unicorns          | 24                                |    |                          |                                |                                |                                |  |  |                                 |                                 |                                 |
| N4                                | Cologne Crocodiles                | 13                                |    |                          |                                |                                |                                |  |  |                                 |                                 |                                 |
| N4                                | Cologne Crocodiles                | 13                                | S1 | Schwäbisch Hall Unicorns | 23                             |                                |                                |  |  |                                 |                                 |                                 |
|                                   |                                   |                                   | S1 | Schwäbisch Hall Unicorns | 23                             |                                |                                |  |  |                                 |                                 |                                 |
|                                   | N2                                | Berlin Adler                      | 24 |                          |                                |                                |                                |  |  |                                 |                                 |                                 |
| N2                                | N2                                | Berlin Adler                      | 24 | Berlin Adler             | 25                             |                                |                                |  |  |                                 |                                 |                                 |
| N2                                |                                   |                                   |    | Berlin Adler             | 25                             |                                |                                |  |  |                                 |                                 |                                 |
| S3                                | Fursty Razorbacks                 | 0                                 |    |                          |                                |                                |                                |  |  |                                 |                                 |                                 |
| S3                                | Fursty Razorbacks                 | 0                                 | N1 | Düsseldorf Panther       | 36                             |                                |                                |  |  |                                 |                                 |                                 |
|                                   |                                   |                                   |    | Düsseldorf Panther       | 36                             |                                |                                |  |  |                                 |                                 |                                 |
|                                   | N2                                | Berlin Adler                      | 0  |                          |                                |                                |                                |  |  |                                 |                                 |                                 |
| N1                                | N2                                | Berlin Adler                      | 0  | Düsseldorf Panther       | 100                            |                                |                                |  |  |                                 |                                 |                                 |
| N1                                |                                   |                                   |    | Düsseldorf Panther       | 100                            |                                |                                |  |  |                                 |                                 |                                 |
| S4                                | Troisdorf Jets                    | 0                                 |    |                          |                                |                                |                                |  |  |                                 |                                 |                                 |
| S4                                | Troisdorf Jets                    | 0                                 | N1 | Düsseldorf Panther       | 68                             |                                |                                |  |  |                                 |                                 |                                 |
|                                   |                                   |                                   | N1 | Düsseldorf Panther       | 68                             |                                |                                |  |  |                                 |                                 |                                 |
|                                   | S2                                | Bad Homburg Sentinels             | 12 |                          |                                |                                |                                |  |  |                                 |                                 |                                 |
| S2                                | S2                                | Bad Homburg Sentinels             | 12 | Bad Homburg Sentinels    | 56                             |                                |                                |  |  |                                 |                                 |                                 |
| S2                                |                                   |                                   |    | Bad Homburg Sentinels    | 56                             |                                |                                |  |  |                                 |                                 |                                 |
| N3                                | Potsdam Royals                    | 20                                |    |                          |                                |                                |                                |  |  |                                 |                                 |                                 |

In der Nord-Gruppe setzte sich Vorjahressieger Düsseldorf Panther durch. Im Süden schlossen die Schwäbisch Hall Unicorns auf dem ersten Platz ab. Beide gewannen ihre Gruppe mit jeweils 8:0 Siegen. Fürs Finale qualifizierten sich neben den Panthern der Nachwuchs der Berlin Adler, die sich im Halbfinale knapp mit 23:24 gegen die Unicorns durchsetzten.  Die Adler traten zum Finale nicht an, so dass die Panther ihren Titel kampflos verteidigten.

## Junior Bowl
Der Junior Bowl ist das Endspiel der Juniorenmannschaften. Er wird seit 1982 ausgetragen. Seit 2001 ermitteln sich die Teilnehmer über die GFLJ. Davor ermittelten die Landesverbände ihre regionalen Meister und diese spielten die KO-Runde aus. Rekordsieger sind die Düsseldorf Panther mit 18 Meisterschaften.
| Nr.     | Datum         | Sieger                                          | Vizemeister                                     | Ergebnis                                        | Austragungsort                                  | Zuschauer                                       | Bemerkung                                       |
| ------- | ------------- | ----------------------------------------------- | ----------------------------------------------- | ----------------------------------------------- | ----------------------------------------------- | ----------------------------------------------- | ----------------------------------------------- |
| I       | 1982          | Düsseldorf Panther                              | Cologne Crocodiles                              | 13:60                                           | Köln                                            |                                                 | Inoffizielles Meisterschaftsturnier             |
| II      | 1983          | Cologne Crocodiles                              | München Rangers                                 | 13:60                                           | Rüsselsheim                                     |                                                 | 1. offizielle Deutsche Jugendmeisterschaft      |
| III     | 1984          | Düsseldorf Bulldozer                            | München Rangers                                 | 19:00                                           | Düsseldorf                                      |                                                 |                                                 |
| IV      | 1985          | Düsseldorf Panther                              | Noris Rams                                      | 50:19                                           | Nürnberg                                        |                                                 |                                                 |
| V       | 1986          | Düsseldorf Panther                              | Munich Cowboys                                  | 22:00                                           | Köln                                            |                                                 |                                                 |
| VI      | 1987          | Düsseldorf Panther                              | Munich Cowboys                                  | 19:14                                           | Mainz                                           |                                                 |                                                 |
| VII     | 1988          | Düsseldorf Panther                              | Würzburg Pumas                                  | 27:80                                           | Hannover                                        |                                                 |                                                 |
| VIII    | 1989          | Berlin Adler                                    | Kempten Comets                                  | 36:12                                           | Nürnberg                                        |                                                 |                                                 |
| IX      | 1990          | Berlin Adler                                    | Ansbach Grizzlies                               | 28:00                                           | Düsseldorf                                      | 400                                             |                                                 |
| X       | 1991          | Düsseldorf Panther                              | Darmstadt Diamonds                              | 22:12                                           | Hamburg                                         |                                                 |                                                 |
| XI      | 1992          | Berlin Rebels                                   | Stuttgart Scorpions                             | 38:60                                           | Hannover                                        | 2.734                                           |                                                 |
| XII     | 1993          | Cologne Crocodiles                              | Regensburg Royals                               | 44:60                                           | Stuttgart                                       |                                                 |                                                 |
| XIII    | 1994          | Berlin Adler                                    | Frankfurt Gamblers                              | 22:00                                           | Rüsselsheim                                     | 1.340                                           |                                                 |
| XIV     | 1995          | Darmstadt Diamonds                              | Düsseldorf Panther                              | 19:13                                           | Stuttgart                                       | 700                                             |                                                 |
| XV      | 1996          | Berlin Rebels                                   | Munich Cowboys                                  | 41:12                                           | Aschaffenburg                                   | 500                                             |                                                 |
| XVI     | 1997          | Berlin Adler                                    | Schwäbisch Hall Unicorns                        | 33:00                                           | Hamburg                                         | 770                                             |                                                 |
| XVII    | 1998          | Düsseldorf Panther                              | Darmstadt Diamonds                              | 13:90                                           | Braunschweig                                    | 1.400                                           |                                                 |
| XVIII   | 1999          | Hamburg Junior Devils                           | Stuttgart Scorpions                             | 43:00                                           | Hanau                                           | 832                                             |                                                 |
| XIX     | 2000          | Berlin Rebels                                   | Darmstadt Diamonds                              | 19:14                                           | Hanau                                           | 782                                             |                                                 |
| XX      | 2001          | Darmstadt Diamonds                              | Stuttgart Scorpions                             | 13:60                                           | Koblenz                                         | 700                                             |                                                 |
| XXI     | 2002          | Düsseldorf Panther                              | Darmstadt Diamonds                              | 61:26                                           | Düsseldorf                                      | 700                                             |                                                 |
| XXII    | 2003          | Düsseldorf Panther                              | Darmstadt Diamonds                              | 40:00                                           | Schwäbisch Hall                                 | 583                                             |                                                 |
| XXIII   | 2004          | Düsseldorf Panther                              | Franken Knights                                 | 47:70                                           | Düsseldorf                                      | 1.200                                           |                                                 |
| XXIV    | 2005          | Düsseldorf Panther                              | Franken Knights                                 | 48:10                                           | Düsseldorf                                      | 1.050                                           |                                                 |
| XXV     | 2006          | Düsseldorf Panther                              | Berlin Adler                                    | 26:70                                           | Düsseldorf                                      | 1.530                                           |                                                 |
| XXVI    | 2007          | Düsseldorf Panther                              | Stuttgart Scorpions                             | 47:26                                           | Warsteiner Hockeypark, Mönchengladbach          | 1.943                                           |                                                 |
| XXVII   | 28. Juni 2008 | Düsseldorf Panther                              | Stuttgart Scorpions                             | 49:30                                           | Warsteiner Hockeypark, Mönchengladbach          | 1.500                                           | [ 8 ]                                           |
| XXVIII  | 20. Juni 2009 | Berlin Adler                                    | Köln Falcons                                    | 21:14                                           | Warsteiner Hockeypark, Mönchengladbach          | 1.051                                           | [ 9 ]                                           |
| XXIX    | 27. Juni 2010 | Düsseldorf Panther                              | Hamburg Young Huskies                           | 17:70                                           | Friedrich-Ludwig-Jahn-Sportpark, Berlin         | 513                                             | [ 10 ]                                          |
| XXX     | 23. Juli 2011 | Köln Falcons                                    | Düsseldorf Panther                              | 24:18 n. V.                                     | Köln                                            | 4.362                                           | [ 11 ]                                          |
| XXXI    | 22. Juli 2012 | Köln Falcons                                    | Cologne Crocodiles                              | 40:13                                           | Köln                                            | 2.350                                           | [ 12 ]                                          |
| XXXII   | 27. Juli 2013 | Saarland Hurricanes                             | Cologne Crocodiles                              | 26:25                                           | Bezirkssportanlage Benrath, Düsseldorf          | 1.872                                           | [ 13 ]                                          |
| XXXIII  | 3. Aug. 2014  | Cologne Crocodiles                              | Düsseldorf Panther                              | 37:00                                           | Bezirkssportanlage Benrath, Düsseldorf          | 2.328                                           | [ 14 ]                                          |
| XXXIV   | 15. Aug. 2015 | Cologne Crocodiles                              | Dortmund Giants                                 | 36:14                                           | Bezirkssportanlage Chorweiler, Köln             | 1.800                                           | [ 15 ]                                          |
| XXXV    | 31. Juli 2016 | Schwäbisch Hall Unicorns                        | Cologne Crocodiles                              | 24:21                                           | Optima Sportpark, Schwäbisch Hall               | 1.750                                           | [ 16 ]                                          |
| XXXVI   | 26. Aug. 2017 | Paderborn Dolphins                              | Düsseldorf Panther                              | 27:22                                           | Hermann-Löns-Stadion, Paderborn                 |                                                 | [ 17 ]                                          |
| XXXVII  | 4. Aug. 2018  | Paderborn Dolphins                              | Düsseldorf Panther                              | 21:14                                           | Stuttgart                                       |                                                 |                                                 |
| XXXVIII | 24. Aug. 2019 | Cologne Crocodiles                              | Wiesbaden Phantoms                              | 57:18                                           | Optima Sportpark, Schwäbisch Hall               | 935                                             | [ 18 ]                                          |
|         | 2020          | keine Austragung aufgrund der COVID-19-Pandemie | keine Austragung aufgrund der COVID-19-Pandemie | keine Austragung aufgrund der COVID-19-Pandemie | keine Austragung aufgrund der COVID-19-Pandemie | keine Austragung aufgrund der COVID-19-Pandemie | keine Austragung aufgrund der COVID-19-Pandemie |
| XXXIX   | 13. Nov. 2021 | Cologne Crocodiles                              | Fursty Razorbacks                               | 21:70                                           | Bezirkssportanlage Chorweiler, Köln             | 1.179                                           | [ 19 ]                                          |
| XL      | 3. Sep. 2022  | Düsseldorf Panther                              | Berlin Adler                                    | 23:60                                           | Bezirkssportanlage Benrath, Düsseldorf          | 3.000                                           | [ 20 ]                                          |
| XLI     | 27. Aug. 2023 | Düsseldorf Panther                              | Berlin Adler                                    | 30:26                                           | Bezirkssportanlage Benrath, Düsseldorf          |                                                 | [ 21 ]                                          |
| XLII    | 8. Sep. 2024  | Düsseldorf Panther                              | Berlin Adler                                    | 36:0 w                                          | Poststadion, Berlin                             |                                                 | Berlin sagte die Teilnahme ab                   |